# My Lady's Slipper
My Lady's Slipper er en amerikansk stumfilm fra 1916 af Ralph Ince.

## Medvirkende
- Anita Stewart som de Villars.
- Earle Williams som Francis Burnham.
- Joseph Kilgour som Louis XVI.
- Julia Swayne Gordon som Marie Antoinette.
- Harry Northrup som Marquis du Tremignon.